# Вишнёвое (Пензенская область)
Вишнёвое — село в Тамалинском районе Пензенской области России. Административный центр Вишнёвского сельсовета.

## География
Село расположено в верховьях реки Сюверни, левого притока Вороны, в 15 км к северо-востоку от районного центра — посёлка Тамала, на водораздельной возвышенности между Хопром и Вороной.

## История
- 1821 год — основано помещиком А. Кушелевым-Безбородко как село Александровка, затем — Голяевка. Около села был овраг Голый, от имени которого, вероятно, и произошло первое название села.
- 1877 год — центр Голяевской волости Сердобского уезда, 255 дворов, церковь и 2 молитвенных дома, лавки, 3 постоялых двора, базар.
- С весны 1908 года начато строительство старообрядческого храма во имя Покрова Пресвятой Богородицы. Земля в центре села под строительство пожертвована баронессой Шеппинг, а кирпич для фундамента — управляющим её имением[2].
- 1911 год — церковно-приходская школа, православная церковь, единоверческая церковь, фельдшерско-акушерский пункт.
- 1952 год — переименовано в село Вишнёвое.

## Население
| 1859  | 1877  | 1911  | 1926  | 1939  | 1959  | 1970  |
| ----- | ----- | ----- | ----- | ----- | ----- | ----- |
| 1454  | ↗1591 | ↗2335 | ↗2927 | ↘2097 | ↘1868 | ↘1682 |
| 1979  | 1989  | 2002  | 2010  |       |       |       |
| ↘1487 | ↘1230 | ↘1117 | ↘1020 |       |       |       |

## Экономика
На территории села располагается колхоз им. Кирова.

## Инфраструктура
В селе действуют амбулатория, дом культуры, библиотека, историко-краеведческий музей имени Н. И. Крылова, почта, средняя школа, универмаг, дом быта, филиал Сбербанка России, православный храм-часовня.

Бюст дважды Героя Советского Союза, Маршала Советского Союза Н. И. Крылова

Через село проходит автодорога регионального значения с асфальтовым покрытием «Тамала—Вишнёвое—Яковлевка—Пенза», по которой два раза в неделю (суббота и понедельник) по утрам следует рейсовый автобус Тамала — Пенза.

## Достопримечательности
- Бронзовый бюст дважды Героя Советского Союза, Маршала Советского Союза Николая Крылова .
- Дом, в котором родился Маршал Советского Союза Николай Крылов.
- Мемориал «Вечная память вишнёвцам, павшим в годы Великой Отечественной войны 1941—1945 годов».
- Памятник С. М. Кирову.
- Историко-краеведческий музей имени Н. И. Крылова. Постоянная экспозиции музея состоит из стендов и экспонатов, разделённых на три зала — зал истории села; зал, посвящённый жителям села — участникам Великой Отечественной войны, боевых действий в Афганистане и Чечне; мемориальный зал Маршала Советского Союза Николая Крылова (экспозиция содержит в том числе личные вещи Маршала, переданные его близкими).

|  |                                                             |  |                                                                                               |  |                                            |  |  |
|  | Дом, в котором родился Маршал Советского Союза Н. И. Крылов |  | Мемориал «Вечная память вишнёвцам, павшим в годы Великой Отечественной войны 1941—1945 годов» |  | Храм-часовня Казанской иконы Божией Матери |  |  |

## Известные уроженцы
Крылов Николай Иванович (1903—1972) — советский военачальник, дважды Герой Советского Союза, Маршал Советского Союза.